# 紫花亚菊
紫花亚菊（学名：Ajania purpurea）是菊科亚菊属的植物，其种加词“purpurea”意为“紫色的”。中国特有植物。分布于中国大陆的西藏等地，生长于海拔4,800米至5,300米的地区，常生于高山草甸、高山砾石堆或灌丛中，目前尚未由人工引种栽培。